# Temporada de ciclones no Índico Sudoeste de 2004-2005
A temporada de ciclones no Índico Sudoeste de 2004-2005 foi um evento do ciclo anual de formação de ciclones tropicais. A temporada começou em 15 de novembro de 2004 e terminou em 30 de abril de 2005. Maurício e Seychelles consideram que a temporada termina em 15 de maio. Estas datas delimitam convencionalmente o período de cada ano quando a maioria dos ciclones tropicais forma-se na bacia do Índico Sudoeste. A bacia é delimitada pelo meridiano 90 E e pela Linha do Equador, ficando no quadrante sudoeste destas limitações. Os ciclones tropicais que se formam nesta bacia são monitorados pelo Centro Meteorológico Regional Especializado em Reunião, controlado pela Météo-France.

## Nomes das tempestades
Um sistema tropical ganha um nome quando alcança a intensidade de uma tempestade tropical moderada. Se o sistema tropical atingir a intensidade de uma tempestade tropical moderada a oeste do meridiano 55 E, então o Centro de Aviso de Ciclone Tropical Sub-regional em Madagascar atribuiu o nome apropriado para o sistema. Se o sistema tropical alcançar a força de uma tempestade tropical moderada entre os meridianos 55 E e 90 E, então o Centro de Aviso de Ciclone Sub-regional de Maurício atribuiu o nome apropriado para o sistema. A cada ano, uma nova lista de nomes de ciclones tropicais é usada e portanto não há nomes retirados. Abaixo está a lista de nomes de ciclones tropicais usada na temporada de ciclones no Oceano Índico sudoeste de 2004-2005.
| - Arola - Bento - Chambo - Daren - Ernest - Felapi - Gerard - Hennie - Isang | - Juliet - Kalo (sem usar) - Lilian (sem usar) - Madi (sem usar) - Neddy (sem usar) - Ouledi (sem usar) - Patricia (sem usar) - Qiqita (sem usar) - Ramon (sem usar) | - Sopani (sem usar) - Tina (sem usar) - Ula (sem usar) - Vera (sem usar) - Willem (sem usar) - Xaoka (sem usar) - Yelda (sem usar) - Zuze (sem usar) |

## Efeitos sazonais
Esta tabela lista todos os ciclones tropicais e ciclones subtropicais que foram monitorados durante a temporada de ciclones no Índico Sudoeste de 2004-2005. As informações sobre a sua intensidade, duração, nome, zonas afectadas provêm principalmente do RSMC La Réunion. Os relatórios sobre a morte e os danos provêm quer da imprensa quer da Agência Nacional de gestão de catástrofes, enquanto os totais dos danos são apresentados em 2004.
| Nome                | Datas ativo                 | Classificação máxima           | Velocidade de vento sustentados | Pressão             | Áreas afetadas                      | Danos (USD)  | Fatalidades | Refs |
| ------------------- | --------------------------- | ------------------------------ | ------------------------------- | ------------------- | ----------------------------------- | ------------ | ----------- | ---- |
| Arola               | 6 de novembro–18            | Tempestade tropical severa     | 70 (110)                        | 978                 | Diego Garcia, Rodrigues, Madagáscar | Nenhum       | Nenhum      |      |
| Bento               | 19 de novembro – dezembro 3 | Ciclone tropical intenso       | 130 (215)                       | 915                 | Madagáscar                          | Nenhum       | Nenhum      |      |
| Chambo              | 22 de dezembro–30           | Ciclone tropical               | 100 (155)                       | 950                 | Nenhum                              | Nenhum       | Nenhum      |      |
| Ernest              | 16 de janeiro–23            | Ciclone tropical intenso       | 105 (165)                       | 950                 | Mayotte, Madagáscar                 | Desconhecido | 78          |      |
| Daren               | 17 de janeiro–23            | Tempestade tropical severa     | 60 (95)                         | 985                 | Nenhum                              | Nenhum       | Nenhum      |      |
| Felapi              | 26 de janeiro – fevereiro 3 | Tempestade tropical moderada   | 40 (65)                         | 995                 | Madagáscar                          | Nenhum       | Nenhum      |      |
| Gerard              | 29 de janeiro – fevereiro 5 | Tempestade tropical severa     | 70 (110)                        | 973                 | Nenhum                              | Nenhum       | Nenhum      |      |
| Hennie              | 19 de março–26              | Tempestade tropical severa     | 65 (100)                        | 978                 | Nenhum                              | Nenhum       | Nenhum      |      |
| Isang               | 29 de março – abril 6       | Tempestade tropical severa     | 70 (110)                        | 970                 | Nenhum                              | Nenhum       | Nenhum      |      |
| Adeline-Juliet      | 5 de abril–11               | Ciclone tropical muito intenso | 140 (220)                       | 905                 | Nenhum                              | Nenhum       | Nenhum      |      |
| Totais da temporada |                             |                                |                                 |                     |                                     |              |             |      |
| 18 sistemas         | 30 de agosto – 11 de abril  |                                | 220 km/h (135 mph)              | 905 hPa (26.7 inHg) |                                     | Desconhecido | 78          |      |